# Burundi na Letnich Igrzyskach Olimpijskich 2020
Burundi na Letnich Igrzyskach Olimpijskich 2020 – występ kadry sportowców reprezentujących Burundi na igrzyskach olimpijskich, które odbyły się w Tokio w Japonii, w dniach 23 lipca - 8 sierpnia 2021 roku.
Reprezentacja Burundi liczyła sześcioro zawodników - trzech mężczyzn i trzy kobiety, którzy wystąpili w 3 dyscyplinach.
Był to siódmy start tego kraju na letnich igrzyskach olimpijskich.

## Reprezentanci

### Boks
| Zawodniczka         | Konkurencja       | 1/16             | 1/8               | Ćwierćfinał      | Półfinał         | Finał/BM         | Finał/BM |
| Zawodniczka         | Konkurencja       | Przeciwnik Wynik | Przeciwnik Wynik  | Przeciwnik Wynik | Przeciwnik Wynik | Przeciwnik Wynik | Miejsce  |
| ------------------- | ----------------- | ---------------- | ----------------- | ---------------- | ---------------- | ---------------- | -------- |
| Ornella Havyarimana | waga musza kobiet | BYE              | Radovanović P 0–5 | NQ               | NQ               | NQ               | NQ       |

### Lekkoatletyka
Mężczyźni
| Zawodnik          | Konkurencja | Eliminacje | Eliminacje | Półfinał | Półfinał | Finał | Finał   |
| Zawodnik          | Konkurencja | Czas       | Miejsce    | Czas     | Miejsce  | Czas  | Miejsce |
| ----------------- | ----------- | ---------- | ---------- | -------- | -------- | ----- | ------- |
| Eric Nzikwinkunda | 800 m       | 1:47,97    | 41.        | NQ       | NQ       | NQ    | NQ      |
| Olivier Irabaruta | maraton     | N/A        | N/A        | N/A      | N/A      |       |         |

Kobiety
| Zawodniczka        | Konkurencja | Eliminacje | Eliminacje | Finał | Finał   |
| Zawodniczka        | Konkurencja | Czas       | Miejsce    | Czas  | Miejsce |
| ------------------ | ----------- | ---------- | ---------- | ----- | ------- |
| Francine Niyonsaba | 5000 m      | DSQ        | DSQ        | NQ    | NQ      |

### Pływanie
Mężczyźni
| Zawodnik            | Konkurencja    | Eliminacje | Eliminacje | Półfinał | Półfinał | Finał | Finał   |
| Zawodnik            | Konkurencja    | Czas       | Miejsce    | Czas     | Miejsce  | Czas  | Miejsce |
| ------------------- | -------------- | ---------- | ---------- | -------- | -------- | ----- | ------- |
| Belly-Cresus Ganira | 100 m dowolnym | 54,33      | 64.        | NQ       | NQ       | NQ    | NQ      |

Kobiety
| Zawodniczka | Konkurencja   | Eliminacje | Eliminacje | Półfinał | Półfinał | Finał | Finał   |
| Zawodniczka | Konkurencja   | Czas       | Miejsce    | Czas     | Miejsce  | Czas  | Miejsce |
| ----------- | ------------- | ---------- | ---------- | -------- | -------- | ----- | ------- |
| Odrina Kaze | 50 m dowolnym | 33,39      | 79.        | NQ       | NQ       | NQ    | NQ      |